# Phaonia pallidisquama
Phaonia pallidisquama är en tvåvingeart som först beskrevs av Zetterstedt 1849.  Phaonia pallidisquama ingår i släktet Phaonia och familjen husflugor. Arten är reproducerande i Sverige. Inga underarter finns listade i Catalogue of Life.